# Sebotk
Sebotk (persiska: سه بتک, سبتک) är en ort i Iran.   Den ligger i provinsen Kerman, i den centrala delen av landet, 700 km sydost om huvudstaden Teheran. Sebotk ligger 2 062 meter över havet och antalet invånare är 119.
Terrängen runt Sebotk är kuperad åt nordost, men åt sydväst är den platt.Runt Sebotk är det glesbefolkat, med 15 invånare per kvadratkilometer. Närmaste större samhälle är Shahrak-e Pābedānā, 5,8 km nordväst om Sebotk. Trakten runt Sebotk är ofruktbar med lite eller ingen växtlighet.